# Đô trưởng Phnôm Pênh
Đô trưởng Phnôm Pênh (tiếng Khmer: អភិបាលរាជធានីភ្នំពេញ) là trưởng quan hành chính Phnôm Pênh, thủ đô của Campuchia. Đô trưởng đồng thời là người đứng đầu Hội trường Thủ đô Phnôm Pênh và được bổ nhiệm với nhiệm kỳ 4 năm. Đô trưởng hiện tại là Khuong Sreng được bổ nhiệm vào ngày 16 tháng 6 năm 2017.

## Danh sách Đô trưởng
Đây là danh sách Đô trưởng Phnôm Pênh kể từ năm 1941.

### Từ năm 1941 đến năm 1970
| Đô trưởng | Đô trưởng                  | Từ năm | Đến năm |
| --------- | -------------------------- | ------ | ------- |
|           | Nhiek Tioulong (1908-1996) | ?      | ?       |
|           | Meach Kun                  | ?      | ?       |
|           | Tep Phan                   | ?      | ?       |
|           | Un Tro Moch                | ?      | ?       |
|           | Y Tuy                      | ?      | ?       |

### Từ năm 1970 đến năm 1975
| Đô trưởng | Đô trưởng      | Từ năm | Đến năm |
| --------- | -------------- | ------ | ------- |
|           | Ung Heam       | ?      | ?       |
|           | Chhay Kim Hong | ?      | ?       |
|           | Hou Hang Sin   | ?      | ?       |

### Từ năm 1979 cho đến hiện nay
| Chân dung | Chân dung | Tên gọi                         | Nhiệm kỳ            | Nhiệm kỳ            | Đảng phái |
| Chân dung | Chân dung | Tên gọi                         | Từ năm              | Đến năm             | Đảng phái |
| --------- | --------- | ------------------------------- | ------------------- | ------------------- | --------- |
|           |           | Khang Sarin                     | 1979                | 1980                | KPRP      |
|           |           | Chan Ven                        | 1980                | 1982                | KPRP      |
|           |           | Keo Chanda                      | 1982                | 1985                | KPRP      |
|           |           | Thong Khon (sinh năm 1951)      | 1985                | 1990                | KPRP      |
|           |           | Hok Lundy (1950–2008)           | 1990                | 1992                | CPP       |
|           |           | Sim Ka                          | 1992                | 1993                | CPP       |
|           |           | Chhim Siek Leng (sinh năm 1940) | 1993                | 1998                | FUNCINPEC |
|           |           | Chea Sophara (sinh năm 1953)    | 1998                | 2003                | CPP       |
|           |           | Kep Chuktema (sinh năm 1951)    | tháng 2 năm 2003    | 14 tháng 4 năm 2013 | CPP       |
|           |           | Pa Socheatvong (sinh năm 1957)  | 14 tháng 4 năm 2013 | 28 tháng 6 năm 2017 | CPP       |
|           |           | Khuong Sreng                    | 28 tháng 6 năm 2017 | nay                 | CPP       |